# Glitter Glamour Gordon
Glitter Glamour Gordon was een Nederlands televisieprogramma op RTL 4 gepresenteerd door Gordon.

## Programma-inhoud
Na programma's als Joling & Gordon over de vloer en Gillend naar huis gaat Gordon het land in en bezoekt allerlei soorten feesten, gala's en openingen om een kijkje achter de schermen te nemen, voor een gesprekje met de gasten en natuurlijk om lekker mee te feesten. Zo nu en dan wordt hij daarin bijgestaan door bekende Nederlanders. Het programma is een knipoog naar het programma Glamourland van Gert-Jan Dröge.

### Leader
De leader wordt ingezongen door Gordons bijbehorende single Niemand lacht zoals jij, waarvan tevens een Engelstalige versie beschikbaar No one loves me like you is die werd gezongen tijdens het Nationaal Songfestival door de Toppers. De opbrengst gaat volledig naar Stichting Nationaal Huidfonds. De leadertekst is wel aangepast speciaal voor het programma.

### Seizoen 1
| Aflevering | Datum             | Kijkcijfers | Marktaandeel | Datum (HH)        | Kijkcijfers (HH) | Marktaandeel (HH) | Bekende Nederlander                                      |
| ---------- | ----------------- | ----------- | ------------ | ----------------- | ---------------- | ----------------- | -------------------------------------------------------- |
| 1          | 4 september 2009  | 810.000     | 12.5         | 6 september 2009  | 387.000          | 6.8               | Viola Holt                                               |
| 2          | 11 september 2009 | 704.000     | 10.8         | 13 september 2009 | 417.000          | 7.5               | Christine Kronenberg en Jan des Bouvrie                  |
| 3          | 18 september 2009 | 740.000     | 11.4         | 20 september 2009 | 444.000          | 8.6               | Connie Breukhoven en Yolanthe Cabau van Kasbergen        |
| 4          | 25 september 2009 | 725.000     | 11.0         | 27 september 2009 | 368.000          | 6.5               | Lieke van Lexmond en Tineke de Nooij                     |
| 5          | 2 oktober 2009    | 770.000     | 13.0         | 4 oktober 2009    | 430.000          | 8.3               | Char en Marjan Strijbosch                                |
| 6          | 9 oktober 2009    | 803.000     | 11.7         | 11 oktober 2009   | 272.000          | 7.0               | Marijke Helwegen, Jamai, Judith Osborn, Bridget Maasland |
| 7          | 16 oktober 2009   | 730.000     | 10.8         | 18 oktober 2009   | 378.000          | 9.4               | compilatie & nooit eerder vertoonde beelden              |

In de zomer van 2010 werd de reeks herhaald.